# Santiago Salle
Santiago Salle (Olavarría, 4 giugno 2004) è un calciatore argentino, centrocampista dell'Independiente.

## Caratteristiche tecniche
Gioca come esterno destro.

## Carriera
Salle è cresciuto nel settore giovanile del Rosario Central, con cui ha debuttato in prima squadra il 20 febbraio 2023 nell'incontro di Primera División perso 2-0 contro il Defensa y Justicia. Il 14 luglio 2023 ha firmato il primo contratto professionistico.

## Statistiche

### Presenze e reti nei club
Statistiche aggiornate al 3 maggio 2025.
| Stagione        | Squadra         | Campionato      | Campionato | Campionato | Coppe nazionali | Coppe nazionali | Coppe nazionali | Coppe continentali | Coppe continentali | Coppe continentali | Altre coppe | Altre coppe | Altre coppe | Totale | Totale | Totale |
| Stagione        | Squadra         | Comp            | Pres       | Reti       | Comp            | Pres            | Reti            | Comp               | Pres               | Reti               | Comp        | Pres        | Reti        | Pres   | Reti   |        |
| --------------- | --------------- | --------------- | ---------- | ---------- | --------------- | --------------- | --------------- | ------------------ | ------------------ | ------------------ | ----------- | ----------- | ----------- | ------ | ------ | ------ |
| 2023            | Independiente   | PD              | 10         | 0          | CA+CdL          | 1+0             | 0               | -                  | -                  | -                  | -           | -           | -           | 11     | 0      |        |
| 2024            | Independiente   | PD              | 9          | 0          | CA+CdL          | 1+0             | 0               | -                  | -                  | -                  | -           | -           | -           | 10     | 0      |        |
| 2025            | Independiente   | PD              | 3          | 0          | CA              | 0               | 0               | CS                 | 0                  | 0                  | -           | -           | -           | 3      | 0      |        |
| Totale carriera | Totale carriera | Totale carriera | 22         | 0          |                 | 2               | 0               |                    | 0                  | 0                  |             | -           | -           | 24     | 0      |        |